# Tecnologia dell'informazione

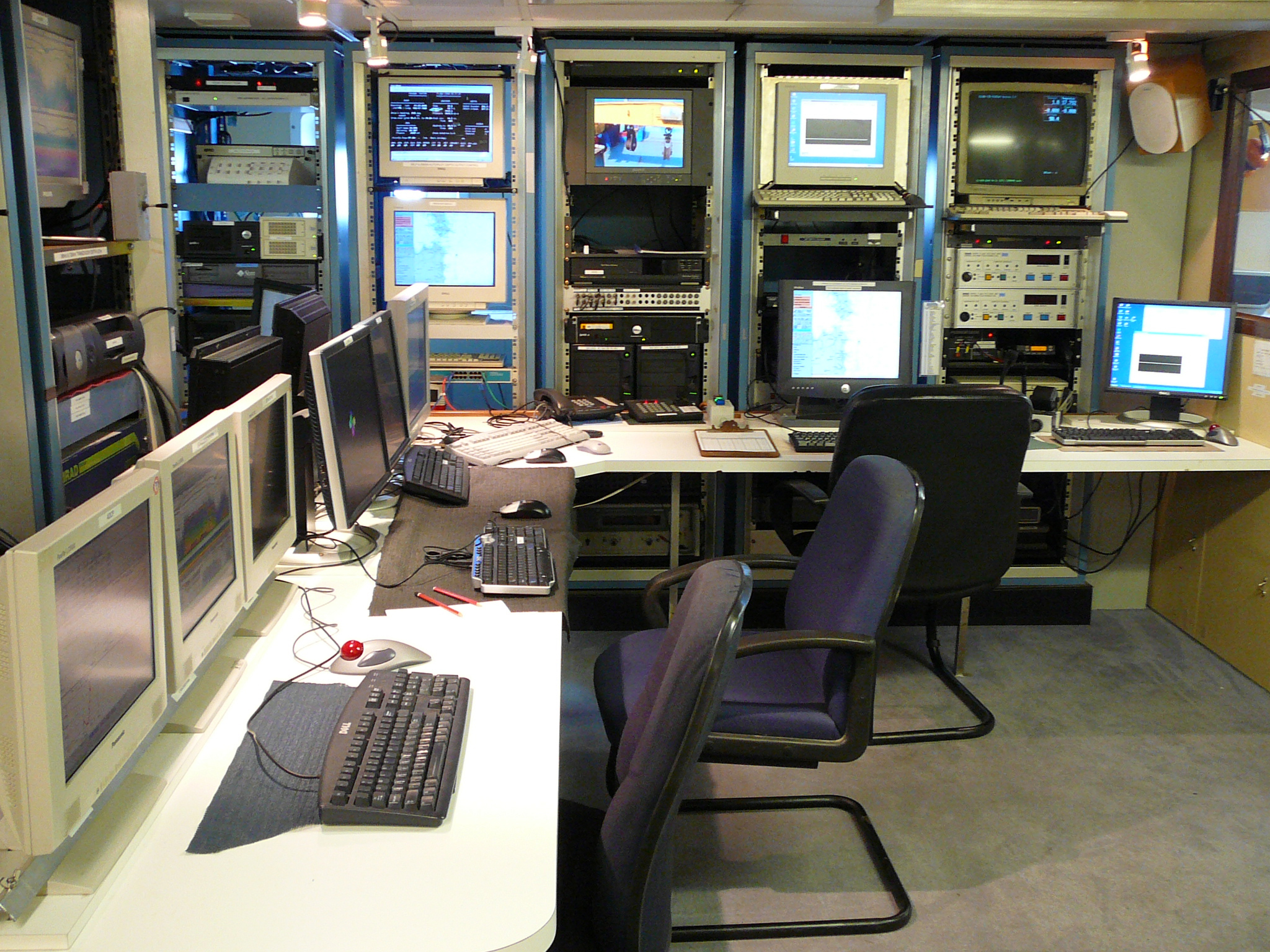
Un laboratorio informatico

La tecnologia dell'informazione, in acronimo IT (in inglese Information Technology), è l'insieme dei metodi e delle tecnologie che vengono utilizzate in ambito pubblico, privato o aziendale per l'archiviazione, la trasmissione e l'elaborazione di dati e informazioni attraverso l'uso di reti (reti aziendali, internet ecc.), elaboratori (PC, server, mainframe ecc.) e attrezzature di telecomunicazione (datacenter, router, smartphone, tablet, GPS ecc.). In generale, hardware, software, e comunicazione digitale (ICT) sono i tre settori su cui vengono sviluppate le tecnologie IT che oggi sono impiegate in modo diffuso nei contesti sociali, commerciali ed economici di tutto il mondo.
Il termine si usa comunemente come sinonimo di computer e reti di computer, ma ricomprende anche altre tecnologie di distribuzione dell'informazione, come la televisione, i telefoni e internet. Parecchie industrie sono legate alla tecnologia dell'informazione, inclusi hardware, software, elettronica, semiconduttori, attrezzature per la telecomunicazione, commercio elettronico, web design e servizi informatici.
Gli esseri umani memorizzano, recuperano, manipolano e comunicano informazioni fin da quando i Sumeri in Mesopotamia svilupparono la scrittura cuneiforme verso il 3000 a.C., ma il termine tecnologia dell'informazione nel suo senso moderno apparve per la prima volta in un articolo del 1958 pubblicato nella Harvard Business Review; gli autori Harold J. Leavitt e Thomas L. Whisler commentavano che "la nuova tecnologia non ha ancora un unico nome consolidato. La chiameremo tecnologia dell'informazione (TI)". La loro definizione consiste di tre categorie: tecniche di elaborazione, applicazione di metodi statistici e matematici al processo decisionale e simulazione di pensieri di ordine superiore attraverso programmi informatici.
In base alle tecnologie di memorizzazione ed elaborazione impiegate, è possibile distinguere quattro diverse fasi dello sviluppo della TI: pre-meccanica (3000 a.C. – 1450 d.C.), meccanica (1450–1840), elettromeccanica (1840–1940) ed elettronica (1940–oggi). Questa voce si focalizza sul periodo più recente, cominciato all'incirca nel 1940.

## Storia della tecnologia del computer
Dispositivi per aiutare la memoria umana nell'effettuare calcoli numerici sono usati da migliaia di anni. Probabilmente i primi ausilii furono i bastoncini di contrassegno. La macchina di Anticitera, risalente all'incirca al principio del I secolo a.C., è considerata generalmente il primo computer analogico e il primo meccanismo a ingranaggi conosciuto. Meccanismi a ingranaggi comparabili non emersero in Europa fino al XVI secolo e fu solo nel 1645 che fu sviluppato il primo calcolatore meccanico capace di eseguire le quattro operazioni aritmetiche elementari.
Gli elaboratori elettronici, utilizzanti relè o valvole, cominciarono ad apparire nei primi anni '40 del '900. Lo Zuse Z3 elettromeccanico, completato nel 1941, fu il primo computer programmabile del mondo e - secondo i criteri moderni - una delle prime macchine che potesse essere considerata una macchina informatica completa. Colossus, sviluppato in Inghilterra durante la seconda guerra mondiale per decrittare i messaggi tedeschi, fu il primo computer digitale elettronico. Sebbene fosse programmabile, non era multiuso, essendo progettato per eseguire un unico compito soltanto.
La programmazione era condotta usando spine e interruttori per alterare la cablatura interna. Il primo computer a programma memorizzato digitale elettronico riconoscibilmente moderno fu la Small-Scale Experimental Machine (SSEM), ossia "macchina sperimentale su scala ridotta", che eseguì il suo primo programma il 21 giugno 1948.
Lo sviluppo dei transistor alla fine degli anni '40 presso i Laboratori Bell permise a una nuova generazione di computer di essere progettati con un consumo elettrico notevolmente ridotto. Il primo computer a programma memorizzato disponibile commercialmente, il Ferranti Mark I, conteneva 4 050 valvole e aveva un consumo elettrico di 25 kilowatt. Per fare un paragone, il primo computer transistorizzato, sviluppato all'Università di Manchester e operativo a partire dal novembre 1953, consumava solo 150 watt nella sua versione finale.
Il computer nacque quindi con l'obiettivo di risolvere problemi matematici complessi ed era formato da tre generatori: tubi a vuoto, transistor e circuiti integrati. La funzione per cui nacque è quindi diversa dalla funzione che svolge oggi, infatti i nostri computer presentano numerose differenze rispetto a quelli originari soprattutto in termini di potenza; inoltre, il computer moderno si caratterizza per essere la combinazione di software e hardware.
Dallo studio dell'evoluzione storica delle infrastrutture IT si possono identificare sei epoche per comprendere meglio l'evoluzione nel tempo del computer:
- albori (1945-1959);
- epoca del mainframe e dei minicomputer (dal 1959);
- epoca del PC (dal 1981);
- epoca delle reti informatiche (dal 1982);
- epoca di Internet (dal 1991):
- epoca delle architetture cloud computing.

Nella prima epoca storica si ha la nascita dei primi computer, come, ad esempio, UNIVAC, che immagazzinava sia istruzioni sia dati in un'unità di memorizzazione comune e costava circa un milione di dollari. Altri modelli di computer di questa prima fase sono IBM 701 e IBM 650, caratterizzati dal fatto che non venivano venduti, ma noleggiati mensilmente; nel 1960 negli Stati Uniti ne vennero installati circa seimila.
Il primo computer della seconda generazione fu invece l'IBM 7090 a transistor; questa epoca è caratterizzata da un accentramento della capacità elaborativa presso un centro dati, il CED, sotto il controllo diretto di programmatori professionisti e operatori di sistemi. Dal 1965, inoltre, vennero messi in commercio i minicomputer, cioè potenti elaboratori offerti a prezzi decisamente inferiori rispetto ai mainframe IBM, che rendevano possibile l'elaborazione in modalità decentralizzata e la personalizzazione.
I primi PC apparvero a fine anni '70, mentre il primo PC IBM risale al 1981. L'era del PC fu caratterizzata dalla decentralizzazione della capacità elaborativa e dal riequilibrio tra componente HW e SW a favore di quest'ultima. Oggi ci sono oltre un milione e mezzo di PC.
Le reti informatiche nascono come sistema di collegamento tra dispositivi informatici con lo scopo di condividere informazioni e risorse. Il primo collegamento tra varie università degli Stati Uniti risale al 1969, mentre dal 1982 vennero definiti i protocolli per l'utilizzo di tali reti.
Si entra ufficialmente nell'epoca di Internet quando, nel 1991, al CERN di Ginevra viene introdotto il World Wide Web, più comunemente noto come WWW, che permetteva di fruire di contenuti multimediali tramite link ed oggi è il principale servizio di Internet.
Il passo successivo all'utilizzo di Internet è il fatto che sono sufficienti un PC e una connessione: non serve installare alcunché per navigare sul Web, si parla quindi di modello Cloud, come, ad esempio, SaaS, PaaS, IaaS. La disponibilità di una copertura internet globale permette di essere sempre connessi: è sufficiente un computer dotato di browser per utilizzare una risorsa. Tutto ciò permette di avere maggior monitoraggio e controllo dei consumi, nonché una maggiore elasticità.

## Memorizzazione dati
I primi computer elettronici come Colossus facevano uso di un nastro perforato, una lunga striscia di carta sulla quale i dati erano rappresentati da una serie di buchi, una tecnologia ora obsoleta. La memorizzazione elettronica dei dati, che si usa nei computer moderni, risale alla seconda guerra mondiale, quando fu sviluppata una forma di memoria a linea di ritardo per rimuovere l'eco spurio dai segnali radar, la cui prima applicazione pratica fu la linea di ritardo al mercurio. Il primo supporto di memoria digitale ad accesso casuale fu il tubo Williams, basato su un normale tubo a raggi catodici, ma l'informazione memorizzata in esso e la memoria a linea di ritardo erano volatili, in quanto dovevano essere aggiornate continuamente, così venivano perse una volta che era rimossa la corrente. La prima forma di memorizzazione per computer non volatile fu il tamburo magnetico, inventato nel 1932 e usato nel Ferranti Mark 1, il primo computer elettronico multiuso della storia a poter essere disponibile commercialmente.
L'IBM introdusse il primo disco rigido nel 1956, come componente del suo sistema di computer 305 RAMAC. La maggior parte dei dati digitali oggi sono ancora memorizzati magneticamente sui dischi rigidi, oppure otticamente su mezzi come i CD-ROM. Fino al 2002 la maggior parte delle informazioni era memorizzata su dispositivi analogici, ma quell'anno la capacità di memorizzazione digitale succhiò per la prima volta quella analogica. Al 2007 quasi il 94% dei dati memorizzati in tutto il mondo era conservato digitalmente: il 52% su dischi rigidi, il 28% su dispositivi ottici e l'11% su nastro magnetico digitale. È stato stimato che la capacità mondiale di memorizzare informazioni su dispositivi elettronici crebbe da meno di 3 exabyte nel 1986 a 295 exabyte nel 2007, raddoppiando grosso modo ogni tre anni.

### Basi di dati
I sistemi di gestione delle basi di dati emersero negli anni '60 per affrontare il problema di memorizzare e recuperare grandi quantità di dati in modo accurato e rapido. Uno dei primi sistemi fu l'Information Management System (IMS) dell'IBM, che è ancora ampiamente utilizzato più di quarant'anni dopo.. L'IMS memorizza dati gerarchicamente, ma negli anni '70 Ted Codd propose un modello alternativo di memorizzazione relazionale basato sulla teoria degli insiemi, sulla logica dei predicati, e sui concetti familiari di tabelle, righe e colonne. Il primo sistema per la gestione di basi dati relazionale (relational database management system, RDBMS) di tipo commerciale fu reso disponibile dalla Oracle nel 1980.
Tutti i sistemi per la gestione di basi di dati relazionali consistono in un numero di componenti che insieme consentono ai dati che memorizzano di essere acceduti simultaneamente da molti utenti, pur mantenendo la loro integrità. Una caratteristica di tutte le basi di dati è che la struttura dei dati che contengono è definita e memorizzata separatamente dai dati stessi, in uno schema di base di dati.
Negli ultimi anni l'extensible markup language (XML) ("linguaggio marcatore estensibile") è diventato un formato per la rappresentazione dei dati molto diffuso. Sebbene i dati XML possano essere memorizzati in normali file system, sono conservati comunemente in basi di dati relazionali per trarre vantaggio dalla loro "robusta implementazione, verificata da anni di sforzi sia teorici che pratici". Come evoluzione dello Standard Generalized Markup Language (SGML) ("linguaggio marcatore generalizzato standard"), la struttura basata sui testi dell'XML offre il vantaggio di essere leggibile sia dalle macchine che dall'uomo.

## Recupero dati
Il modello delle basi di dati relazionali introdusse un linguaggio di interrogazione strutturato, il cosiddetto Structured Query Language (SQL), indipendente dal linguaggio di programmazione e basato sull'algebra relazionale.
I termini "dato" e "informazione" non sono sinonimi. Qualunque cosa sia memorizzata è un dato, ma diviene un'informazione soltanto quando è organizzata e presentata in un modo significativo. La maggior parte dei dati digitali del mondo è non strutturata e memorizzata in una varietà di formati fisici diversi anche all'interno di un'unica organizzazione. I "magazzini di dati" (data warehouses) cominciarono ad essere sviluppati negli anni '80 per integrare queste disparate archiviazioni. Essi contengono tipicamente dati estratti da varie fonti, comprese fonti esterne come Internet, organizzati in modo tale da facilitare i sistemi di supporto alle decisioni (decision support systems, DSS).

## Trasmissione dati
La trasmissione dati presenta tre aspetti: trasmissione, propagazione e ricezione. Essa, in linea di massima, può essere categorizzata come una radiodiffusione, nella quale le informazioni sono trasmesse unidirezionalmente a valle, o una telecomunicazione, con canali bidirezionali a monte e a valle.
XML è sempre più impiegato come mezzo per lo scambio di dati fin dai primi anni 2000, particolarmente per interazioni orientate alle macchine, come quelle nei protocolli orientati al web come SOAP, che descrivono "dati-in-transito piuttosto che ... dati-a-riposo". Una delle sfide di tale uso è convertire i dati da basi di dati relazionali in strutture con un modello a oggetti di un documento (Document Object Model, DOM) XML.

## Manipolazione dati
Hilbert e Lopez identificano il ritmo esponenziale del cambiamento tecnologico (una specie di legge di Moore): la capacità delle macchine, specifica per ogni applicazione, di elaborare informazioni pro capite raddoppiò grosso modo ogni quattordici mesi tra il 1986 e il 2007; la capacità dei computer multiuso del mondo raddoppiò ogni diciotto mesi durante gli stessi due decenni; la capacità pro capite delle telecomunicazioni globali raddoppiò ogni trentaquattro mesi; la capacità di memorizzazione pro capite richiese grosso modo quaranta mesi per raddoppiare (ogni tre anni); l'informazione pro capite trasmessa, infine, è raddoppiata ogni 12,3 anni.
Massicce quantità di dati sono memorizzate in tutto il mondo ogni giorno, ma, a meno che non possano essere analizzati e presentati efficacemente, essi risiedono essenzialmente in quelle che sono state chiamate tombe dei dati: "archivi di dati che sono visitati raramente". Per affrontare questo tema, alla fine degli anni '80 emerse la tecnica dell'esplorazione di dati o data mining, "il processo di scoprire modelli e conoscenze interessanti da grandi quantità di dati".

## Prospettiva accademica
In un contesto accademico, l'Association for Computing Machinery ("Associazione per i macchinari informatici") definisce la TI come "programmi di laurea di primo livello che preparano gli studenti a soddisfare i bisogni di tecnologia informatica di aziende, pubblica amministrazione, sanità, scuole e altri tipi di organizzazioni ... Gli specialisti in TI assumono la responsabilità di selezionare i prodotti hardware e software appropriati per un'organizzazione, integrando quei prodotti con i bisogni organizzativi e con l'infrastruttura, e installando, personalizzando e mantenendo quelle applicazioni per gli utenti informatici dell'organizzazione."

## Prospettiva commerciale e occupazionale
In un contesto commerciale, l'Information Technology Association of America ("Associazione per la tecnologia dell'informazione d'America") ha definito la tecnologia dell'informazione come "studio, progettazione, sviluppo, applicazione, implementazione, sostegno o gestione di sistemi informativi basati sui computer". Le responsabilità di coloro che lavorano nel campo includono l'amministrazione di reti, lo sviluppo e l'installazione di software e la pianificazione e la gestione del ciclo di vita della tecnologia di un'organizzazione, in base al quale l'hardware e il software sono mantenuti, aggiornati e sostituiti.
Il valore commerciale della tecnologia dell'informazione risiede nell'automazione dei processi aziendali, nella fornitura di informazioni per la presa di decisioni, nel connettere le imprese con i loro clienti e nella fornitura di strumenti di produttività per aumentare l'efficienza.
| Categoria                    | Spesa 2014 | Spesa 2015 |
| ---------------------------- | ---------- | ---------- |
| Dispositivi                  | 685        | 725        |
| Sistemi per centri dati      | 140        | 144        |
| Software aziendale           | 321        | 344        |
| Servizi IT                   | 967        | 1 007      |
| Servizi di telecomunicazione | 1 635      | 1 668      |
| Totale                       | 3 749      | 3 888      |

## Prospettiva etica
Il settore dell'etica dell'informazione fu fondato dal matematico Norbert Wiener negli anni '40. Alcuni dei temi etici associati all'uso della tecnologia dell'informazione comprendono:
- violazioni del diritto d'autore da parte di coloro che scaricano file memorizzati senza il permesso dei detentori del diritto d'autore;
- datori di lavoro che controllano le email e altri usi di Internet da parte dei loro dipendenti;
- email non richieste;
- hacker che accedono alle banche dati in linea;
- siti web che installano cookie o spyware per monitorare le attività in linea di un utente.